# Aleksandra Busygina
Aleksandra Busygina är ett berg i Antarktis. Det ligger i Västantarktis. Argentina, Chile och Storbritannien gör anspråk på området. Toppen på Aleksandra Busygina är 666 meter över havet.
Terrängen runt Aleksandra Busygina är platt åt nordost, men åt sydväst är den kuperad. Trakten är obefolkad. Det finns inga samhällen i närheten. 